# Лиссабонское дерби
Лиссабонское дерби (порт. Derby de Lisboa, Dérbi de Lisboa) — главное футбольное противостояние Лиссабона, играется между клубами — «Бенфика» и «Спортинг».
«Бенфика» является обладателем 84 титулов, среди которых есть: чемпионат Португалии, кубок Португалии, кубок португальской лиги, суперкубок Португалии, Лига чемпионов УЕФА, Малый Кубок мира. «Спортинг» является обладателем 46 титулов, среди которых есть: чемпионат Португалии, кубок Португалии, кубок португальской лиги, суперкубок Португалии, Кубок обладателей кубков УЕФА.

## История

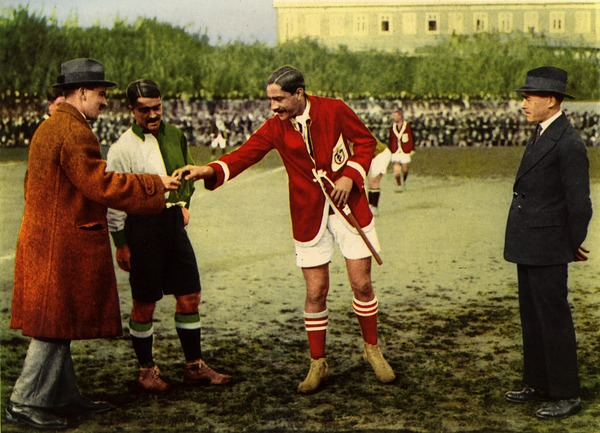

Данное противостояние — одно из главных в португальском футболе и на Пиренейском полуострове. «Бенфика» и «Спортинг» — два из трёх клубов, известных как «Большая тройка» в Португалии, другой — «Порту».

## Болельщики

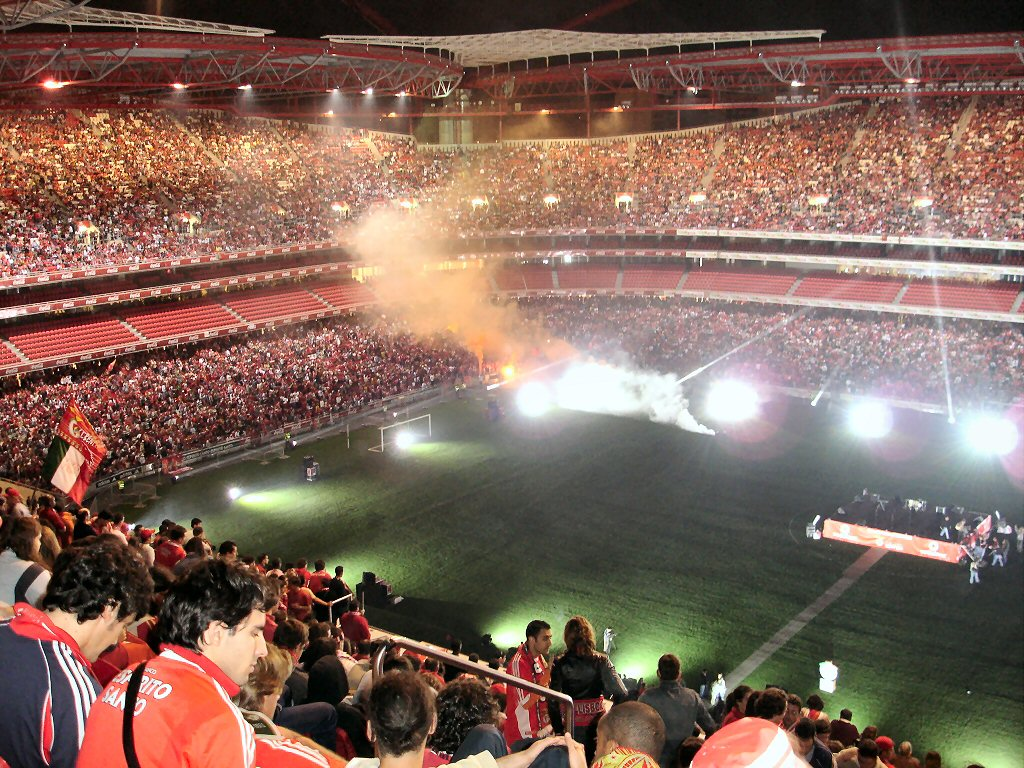
Атмосфера «Эштадиу да Луш»

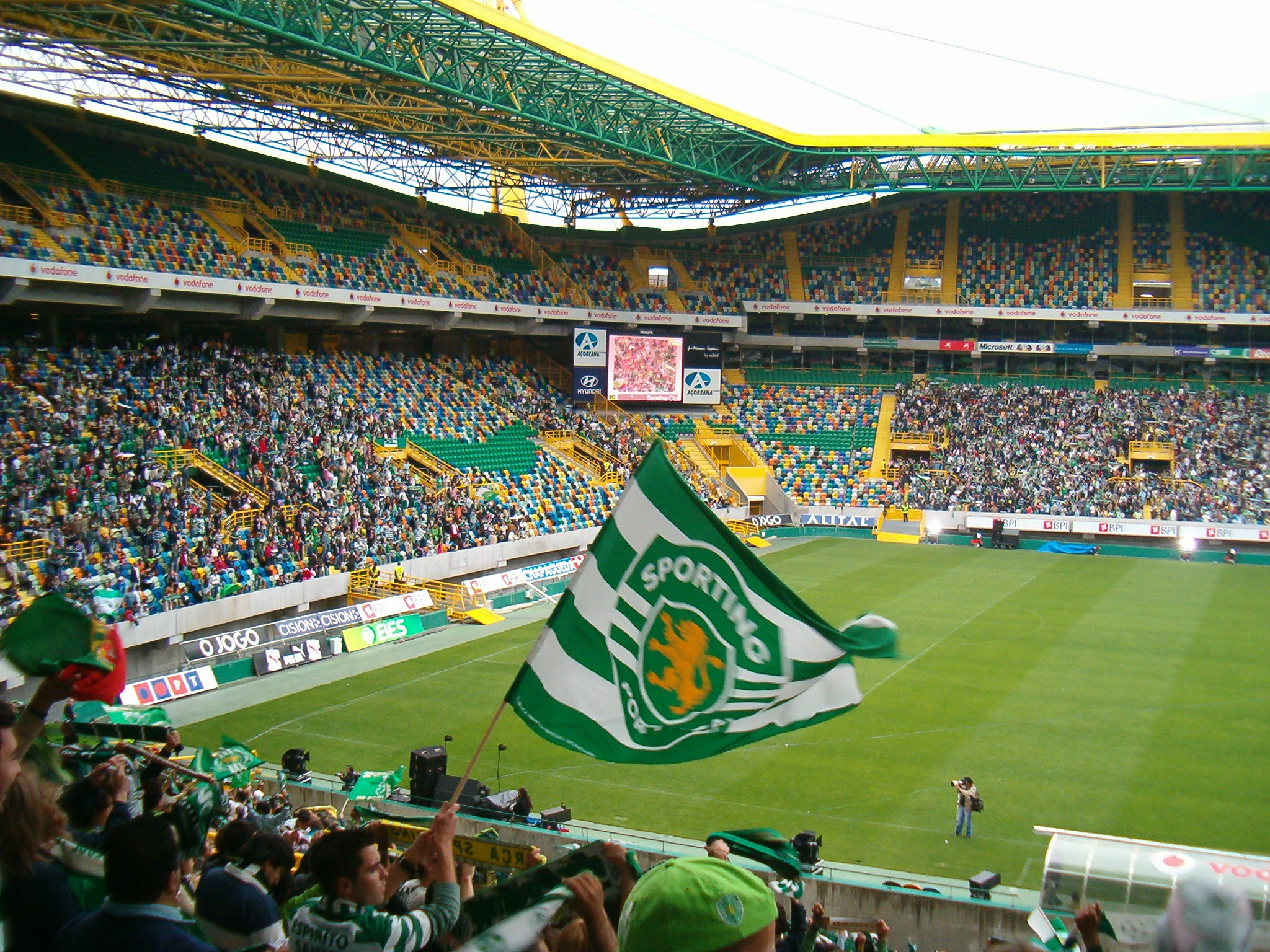
Атмосфера «Жозе Алваладе»

## Футболисты, игравшие в обоих клубах
- Руй Жордан
- Эурику
- Карлуш Мануэл
- Паулу Футре
- Соуза, Паулу
- Угу Порфириу
- Жорже Кадете
- Жуан Пинту
- Димаш Тейшейра
- Паулу Бенту
- Дани
- Бруно Кайрес
- Руй Бенту
- Марку Канейра
- Симан Саброза
- Эмилиу Пейши
- Дерлей
- Карлуш Мартинш
- Манише
- Жуан Перейра
- Янник Джало
- Бруно Сезар
- Андре Каррильо
- Лазар Маркович
- Фабиу Коэнтрау
- Нуну Сантуш
- Жуан Мариу

## Тренеры, работавшие в обоих клубах
- Артур Джон
- Отто Глория
- Фернандо Кайадо
- Фернандо Риера
- Джимми Хейган
- Милорад Павич
- Мануэл Жозе
- Фернанду Сантуш
- Жезуалду Феррейра
- Жоржи Жезуш